# Talawang
Das Talawang ist ein  Schild aus Indonesien.

## Beschreibung
Das Talawang besteht in der Regel aus Holz. Er gleicht in der Form dem Kliau. Die Außenseiten sind leicht nach außen gebogen, die oberen und unteren Enden sind spitz gearbeitet. Der Schild ist im Querschnitt v-förmig gearbeitet. Die Außenseite ist mit Streben aus Rattan verstärkt, um ein Splittern zu verhindern. Der hauptsächliche Unterschied ist, dass die traditionellen Malereien auf der Außenseite beim Talawang immer einen Dämonenkopf zeigen. Das Talawang wird von Ethnien in Indonesien benutzt.